# Stig Malmroos
Stig Malmroos, född Stig Gunnar Ludvig Malmros 17 november 1917 i Kristianstad, död 27 juli 1997 i Stockholm, var en svensk skådespelare.

## Filmografi (urval)
- 1948 – Lars Hård
- 1949 – Smeder på luffen
- 1949 – Gatan
- 1950 – Restaurant Intim
- 1950 – Två trappor över gården
- 1955 – Resa i natten
- 1970 – Herr Hök och herr Jansson
- 1973 – Stenansiktet

## Teater

### Roller
| År   | Roll             | Produktion                                                                     | Regi                        | Teater                           |
| ---- | ---------------- | ------------------------------------------------------------------------------ | --------------------------- | -------------------------------- |
| 1946 | Herren           | Älskog (Liebelie) Arthur Schnitzler                                            | Tord Stål                   | Nya Teatern                      |
| 1946 | Blank            | Över förmåga (Over Ævne) Bjørnstjerne Bjørnson                                 | Soini Wallenius             | Nya Teatern                      |
| 1946 |                  | Syndafloden Henning Berger                                                     | Ragnar Falck                | Nya Teatern                      |
| 1946 | Chuck Warren     | Svart kamrat (Deep Are the Roots) Arnaud d'Usseau och James Gow                | Per-Axel Branner            | Nya Teatern                      |
| 1946 | Hotelluppassaren | Jag vill kärleken (Eurydice) Jean Anouilh                                      | Per-Axel Branner            | Nya Teatern                      |
| 1948 | Kontrollören     | Henne vi glömmer: Krista (Krista) Knud Sønderby                                | Sven Lindberg               | Nya Teatern                      |
| 1949 | Infödingen       | Den lilla hyddan (La petite hutte) André Roussin                               | Per-Axel Branner            | Nya Teatern                      |
| 1954 | Bödeln           | Lärkan (L'alouette) Jean Anouilh                                               | Per-Axel Branner            | Nya Teatern                      |
| 1958 | Extons tjänare   | Richard II (The Life and Death of King Richard the Second) William Shakespeare | Olof Widgren John Zacharias | Norrköping-Linköping stadsteater |